# آورلیوس پوکلیس
آورلیوس پوکلیس (لیتوانیایی: Aurelijus Pukelis؛ زادهٔ ۱۷ مهٔ ۱۹۹۴) بازیکن بسکتبال ۳ نفره اهل لیتوانی است.
وی در مسابقات کشوری و بین‌المللی در مجموع برندهٔ ۱ مدال برنز شده است.